# Otto Bertram (Offizier)
Otto Bertram (* 30. April 1916 in Wilhelmshaven; † 8. Februar 1987 in Freiburg im Breisgau) war Offizier der Wehrmacht und später Oberstleutnant der Bundeswehr, Presseoffizier im Führungsstab der Bundeswehr und Luftwaffenattaché. 

## Militärische Laufbahn
Otto Bertram war einer von drei Brüdern, die 1935 in die Luftwaffe eintraten. Dort absolvierte er eine Ausbildung zum Flugzeugführer. Ab März 1938 war Bertram als Leutnant bei der Legion Condor, die die Putschisten unter General Franco beim Sieg gegen Spaniens demokratisch gewählte Regierung unterstützte, u. a. durch die  völkerrechtswidrige Bombardierung und Zerstörung des Ortes Guernica. Bertram gehörte zur 1. Staffel der Jagdgruppe 88 und erreichte acht Luftsiege. Am 4. Oktober 1938 wurde er bei einem seiner Einsätze von La Sénia aus von einer gegnerischen Polikarpow I-15 abgeschossen und musste notlanden. Nach seiner Rückkehr nach Deutschland, wurde er mit dem Spanienkreuz in Gold mit Brillanten ausgezeichnet, welches nur 28 mal verliehen wurde. Unter anderem erhielten es auch Werner Mölders und Hugo Sperrle für ihre „beispielhafte und herausragende Leistung“, so die Begründung in der NS-Propaganda, im dortigen Einsatz. Am 26. Oktober 1939 wurde Bertram zum Staffelkapitän ernannt.
Im Zweiten Weltkrieg war Oberleutnant Bertram in der Schlacht um Frankreich und zwischen dem 2. September und 6. September 1940 bei der Luftschlacht um England eingesetzt. Hier stieg er am 26. September 1940 zum Gruppenkommandeur der III. Gruppe des Jagdgeschwaders 2 "Richthofen" auf. Nachdem seine beiden Brüder Hans und Karl in der Luftschlacht um England gefallen waren, wurde Bertram aus dem dortigen Einsatz herausgezogen und am 28. Oktober 1940 zum Hauptmann befördert. Bertram selbst wurde als Jagdpilot abberufen und diente bis Kriegsende in verschiedenen Stabsstellungen bei der Luftwaffe: so vom Herbst 1940 bis 1941 an der Jagdfliegerschule 5 in Wien-Schwechat sowie von 1943 bis 1944 als Kommandeur im Stab des Jagdgeschwaders JG 101. Als Major wurde er im Februar 1945 der Gruppenkommandeur der I. Gruppe / Jagdgeschwader 6 bis zu dessen Auflösung.
Otto Bertram wurde nach der Wiederbewaffnung 1956 Major der Bundeswehr und Presseoffizier im Führungsstab der Bundeswehr. Er war Mitglied der Gemeinschaft der Jagdflieger e. V. in der Bundesrepublik. 1966 war er Oberstleutnant und Luftwaffenattaché in Belgien, gleichzeitig auch zuständig für Luxemburg.

## Auszeichnungen
- Flugzeugführerabzeichen
- Spanienkreuz in Gold mit Schwertern und Brillanten[1]
- Eisernes Kreuz (1939) II. und I. Klasse
- Verwundetenabzeichen (1939) in Silber
- Ritterkreuz des Eisernen Kreuzes am 28. Oktober 1940[2]